# Eichkögl
Eichkögl is een gemeente met 1.385 inwoners (2023) in de Oostenrijkse deelstaat Stiermarken, gelegen in het district Südoststeiermark. Tot 2013 behoorde ze tot het district Feldbach.

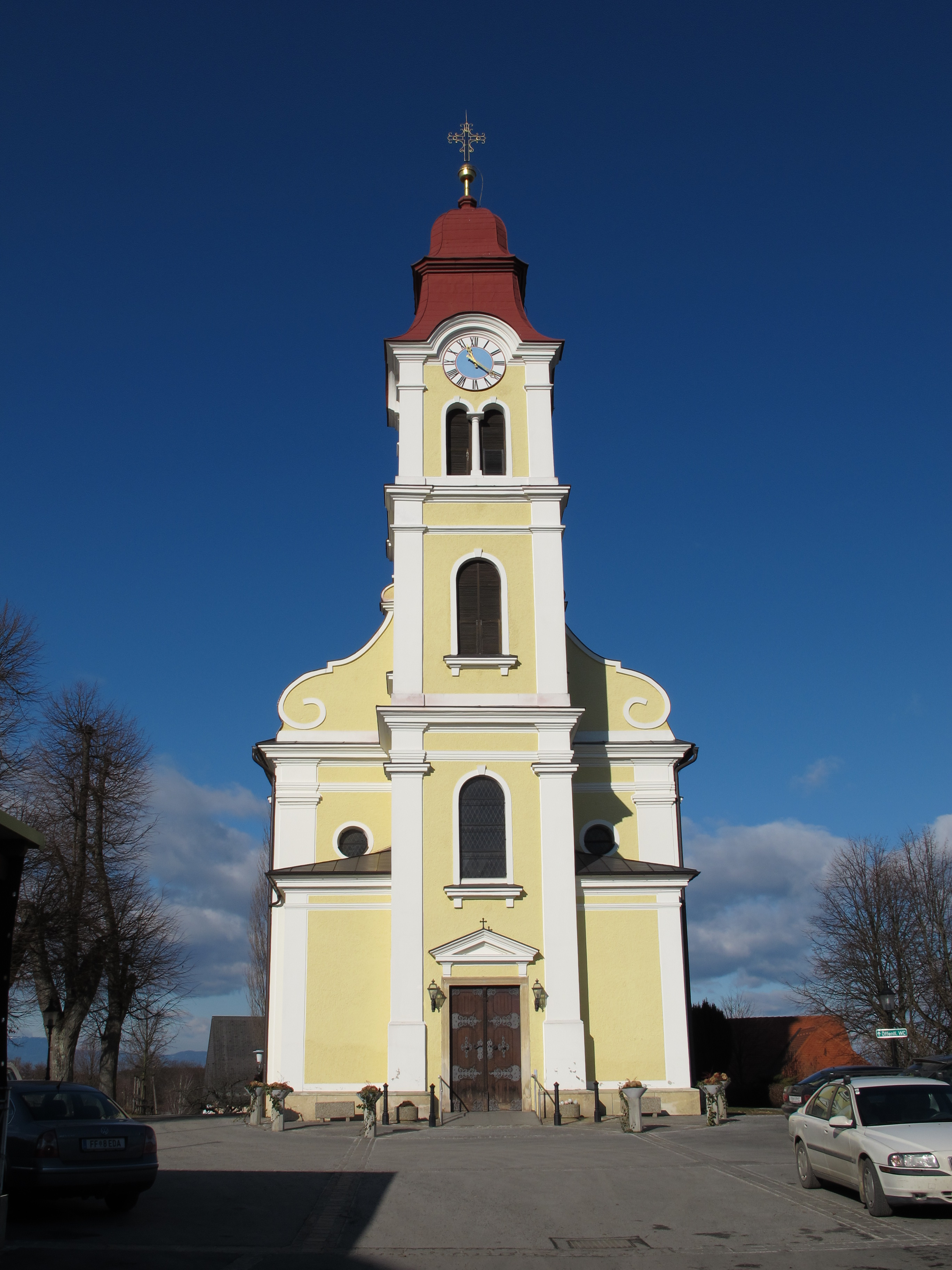
De Pfarr- und Wallfahrtskirche Mariä Heimsuchung

Bad Gleichenberg · Bad Radkersburg · Deutsch Goritz · Edelsbach bei Feldbach · Eichkögl · Fehring · Feldbach · Gnas · Halbenrain · Jagerberg · Kapfenstein · Kirchbach-Zerlach · Kirchberg an der Raab · Klöch · Mettersdorf am Saßbach · Mureck · Paldau · Pirching am Traubenberg · Riegersburg · Sankt Anna am Aigen · Sankt Peter am Ottersbach · Sankt Stefan im Rosental · Straden · Tieschen · Unterlamm
- Gemeinsame Normdatei: 7589958-9
- Virtual International Authority File: 244773627
- WorldCat: E39PBJwhtkdXrfx6C9dJHqPvpP